# Герб Орєхово-Зуєва
Міське поселення Орєхово-Зуєво Московської області Росії має власну символіку: герб та прапор. Перша версія міського герба Орєхово-Зуєво була ухвалена 4 жовтня 1991 року. Сучасна версія герба — 29 грудня 1997 року.

## Опис герба
У червоному полі усипаному малими срібними ромбами навхрест лежить срібний хвилястий пояс, який має внизу блакитну кайму та супроводжується зверху золотою гілкою горішника з двома горіхами, а внизу — сидячим із складеним крилами зуйком, голова якого накриває край поясу.